# タンカルヴィル橋
タンカルヴィル橋（仏Pont de Tancarville）は、フランスのセーヌ川のタンカルヴィル（セーヌ＝マリティーム県）とマレ＝ヴェルニエ（ウール県）間に架かる吊橋である。
1959年完成。総工費は90億フランだった。